# نقد الأم تريزا

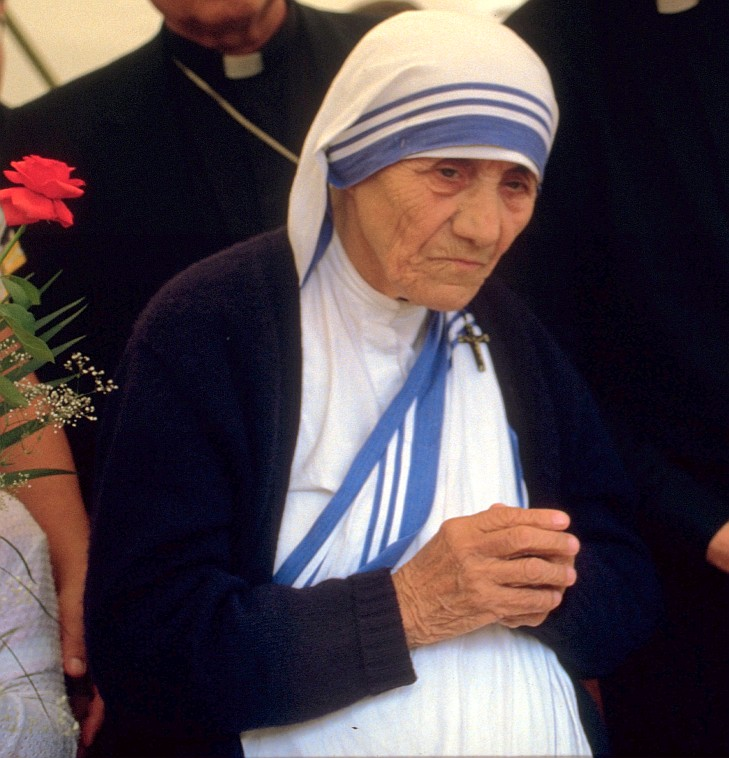

تلقت أعمال الراهبة والمبشرة الكاثوليكية آغنيس غونكزا بوجاكسيو، المعروفة باسم الأم تيريزا، ومن عام 2016 باسم تيريزا قديسة كلكتا، ردود أفعال متباينة من شخصيات بارزة ومنظمات وحكومات. كانت ممارساتها، وكذلك ممارسات جمعية المبشرين الخيرية التي أسستها موضع جدل كبير. اشتملت تلك الحجج على نوعية الرعاية الطبية التي قدمتها، فضلًا عن كلام يفيد أن بعض المعمدين فرضوا على المرضى على فراش الموت تحويل ديانتهم قسرًا، ومزاعم متعلقة بالاستعمارية والعنصرية.

## نوعية الرعاية الطبية
في سنة 1994، زار روبن فوكس، الذي كان آنذاك محررًا في المجلة الطبية البريطانية «ذا لانسيت» «مأوى الفقراء المحتضرين» في كلكتا ووصف الرعاية الطبية التي تلقاها المرضى بأنها «جزافية». لاحظ أن الأخوات والمتطوعين، الذين لا يملك بعضهم معرفة طبية، غالبًا ما اتخذوا قرارات بشأن رعاية المرضى بسبب نقص الأطباء في المستشفى، قدم فوكس مثالًا حيال ذلك: «هناك أطباء يُستدعون من وقت لآخر، ولكن عادة ما تتخذ الأخوات والمتطوعون (الذين يملك بعضهم خبرة طبية) أفضل ما يمكنهم اتخاذه من قرارات». شاهد فوكس مريضًا يعاني من الحمى الشديدة يتم علاجه بالباراسيتامول والتتراسكلين، وهو مضاد حيوي، ليتم تشخيصه لاحقًا بالملاريا من قبل طبيب زائر ووصف له الكلوروكين. حمّل فوكس تيريزا تحديدًا مسؤولية تلك الظروف في المأوى، كاتبًا في ذلك: «تفضل الأم تيريزا العناية الإلهية على التخطيط». لاحظ فوكس أيضًا رفض الطاقم الطبي استخدام المسحات الدموية[بحاجة لمصدر] أو ربما افتقروا إليها أو «اعتمدوا على حسبة بسيطة تخول الأخوات التفريق» بين المرضى الذين يمكن علاجهم والذين لا يمكن علاجهم: «قيل لي أن التحقيقات نادرًا ما تكون مسموحة».
أقر فوكس أن النظام السائد هناك «شمل النظافة، والاهتمام بالجروح والقروح، وطيبة القلب»، لكنه انتقد «المنهج الروحي» للأخوات في التحكم بالألم، قائلًا: «شعرت بالانزعاج عندما علمت أن الوصفات الطبية لا تتضمن مسكنات ألم قوية المفعول. إلى جانب إهمال التشخيص الطبي، يشير الافتقار إلى استخدام مسكن ألم جيد إلى نهج الأم تيريزا البعيد كل البعد عن حركتها من أجل الرعاية. وأنا أعلم أيهما أفضّل».
لاحظت ماري لودون، التي تطوعت في نفس الدار، أن «إبر الحقن كانت تغسل بالماء البارد ليعاد استخدامها مرة أخرى، وكان يُعطى الأسبرين لمرضى السرطان العضال، وكان الجميع يستحم بالماء البارد» فضلًا عن الاكتظاظ. هناك سلسلة من التقارير الأخرى التي توثق عدم الاهتمام بالرعاية الطبية في المنشآت الأخرى التابعة للأم تيريزا.[بحاجة لمصدر] أبدى بعض المتطوعين السابقين الذي عملوا لدى الأم تيريزا وجهات نظر مشابهة. الأم تيريزا نفسها أشارت إلى تلك المنشآت باسم «دُور الموت».
عام 2013، وفي مراجعة شاملة غطت 96% من المؤلفات المتعلقة بالأم تيريزا، أكدت مجموعة من الأكاديميين الجامعيين في جامعة مونتريال الانتقادات المذكورة أعلاه، مخصين بالذكر، إلى جانب مشاكل أخرى، ممارسة المبشرة التي اشتملت على «العناية بالمرضى من خلال تعظيم معاناتهم بدلًا من تخفيفيه، ... واتصالاتها السياسية المشكوك فيها، وإدارتها المشبوهة لمبالغ الأموال الهائلة التي تلقتها، وآرائها المتزمتة بشدة حيال الإجهاض، وموانع الحمل، والطلاق». مع الارتياب الدائر بشأن دوافع الفاتيكان لتجاهل كتلة الانتقادات، خلصت الدراسة إلى أن «الصورة المعظمة» للأم تيريزا -التي لم تستطع الوقوف في وجه تحليلات الحقائق- كانت منظمة، إلى جانب حملة التقديس التي حظيت بها، من خلال حملة علاقات إعلامية قوية» دبرها صحافي البي بي سي المناهض للإجهاض والمتحول للكاثوليكية مالكولم موغريدج.

## تعميد المحتضرين
وفقًا لكريستوفر هيتشنز، شجعت الأم تيريزا العاملين في جمعيتها على تعميد المرضى المحتضرين سرًا، دون الأخذ بأي اعتبار لديانتهم. كتبت سوزان شيلد، وهي عضو سابق في دار الرعاية: «كان على الأخوات أن يسألوا كل شخص في خطر الموت ما إذا كان يريد «تذكرة إلى الجنة». وكان الرد الإيجابي يعني الموافقة على المعمودية. كانت الأخت هناك تتظاهر بأنها كانت فقط تبرد رأس المريض بقماش مبلل، في حين كانت في الواقع تعمده، قائلة بهدوء الكلمات اللازمة. كانت السرية مهمة حتى لا يُعرف أن الأخوات العاملات لدى الأم تيريزا يعمدون الهندوس والمسلمين».
يبدي موراي كمبتون نقاشه أن المرضى لم يحظوا بمعلومات كافية تخولهم لاتخاذ قرار واعٍ حول ما إذا كانوا يريدون أن يتعمدوا، ولا عن الأهمية اللاهوتية للمعمودية المسيحية. علق سيمون ليس مدافعًا عن تلك الممارسة في رسالة موجهة إلى جريدة «نيويورك ريفيو أوف بوكس» أن عملية التحول الديني القسري هي إما عمل خيري، أو فعل محايد أخلاقيًا.

## الدافع تجاه الأنشطة الخيرية
قال تشاترجي أن الصورة العامة للأم تيريزا على أنها «مُعينة للفقراء» مضللة، وأن بضع المئات فقط من الأفراد يتلقون الرعاية حتى في أكبر الدُور. في سنة 1998، من بين 200 منظمة من منظمات المساعدة الخيرية التي تعمل في كالكوتا، لم تُصنف جمعية الأم تيريزا من ضمن قائمة أكبر المنظمات الخيرية -حيث كانت «جمعية الرب» الخيرية تخدم عددًا أكبر من الفقراء، مقدّمة 18 ألف وجبة يوميًا.
ذكر تشاترجي أن العديد من الحملات التابعة للأم تيريزا لم تنخرط بتاتًا في أي نشاط خيري، بل تستخدم أموالها في العمل التبشيري. يذكر مثالًا في ذلك أنه لا يوجد في أي من من المنشآت الثمانية التي تديرها الجمعية الخيرية التابعة للأم تيريزا في بابوا غينيا الجديدة مقيمون، وأنها موجودة لغرض محض هو تحويل السكان المحليين إلى الكاثوليكية.[بحاجة لمصدر]
اتهمها الهندوس أحيانًا في بلدها المتبني لها بمحاولة تحويل الفقراء «خلسة» إلى الكاثوليكية. وصف كريستوفر هيتشنز منظمة الأم تيريزا على أنها جماعة دينية عملت على تعزيز المعاناة ولم تقدم العون لمن هم بحاجة إليه. قال إن الكلمات التي خرجت على لسان الأم تيريزا نفسها برهنت على أن نيتها لم تكمن في مساعدة الناس، مقتبسًا كلماتها في مؤتمر صحافي عام 1987 حين سؤلت: «هل تعلمين الفقراء الصبر على حالهم؟» أجابت: «أعتقد أنه من الجميل جدًا تقبل الفقراء لحالهم، ومشاركتهم إياه مع المسيح. أعتقد أن العالم يتلقى عظيم المساعدة من خلال المعاناة التي يعيشها المساكين».

## الردود على النقد
تعتقد ميلاني ماكدونا أن الأم تيريزا «انتُقدت لعدم كونها ما لم يكن دورها من الأساس، لعدم قيامها بالأشياء التي لم تكن من عملها أصلًا». قالت ماكدونا: «هي لم تكن رئيسة حكومة. لم تتطرق للأسباب الأساسية للفقر لأنها كانت تعالج الأعراض وقامت بدورها ذاك على أكمل وجه» ولم تكن الأخوات عاملات اجتماعيات. أضافت ماكدونا: «لم تكن تحاول فعل أي شيء سوى معاملة الناس على هامش المجتمع وكأنهم المسيح نفسه».
يشير ماري مارسيل ثيكارا إلى أنه بعد حرب بنغلاديش، تدفق بضعة ملايين من اللاجئين إلى كلكتا من باكستان الشرقية سابقًا. «لم يسبق لأحد أن فعل أي شيء على أبسط تقدير مثل ما فعلته جمعية الأم تيريزا، وأعني بذلك حمل الأشخاص المُعدمين والمحتضرين من على الأرصفة ووضعهم في مكان نظيف للموت بكرامة».
تشير نافين بي. شاولا إلى أن الأم تيريزا لم تكن تنوي بناء مستشفيات، ولكن توفير مكان لأولئك الذين رُفض قبلوهم «ليتمكنوا على الأقل من الموت بسلام وبعض الكرامة». كما توجه لمنتقدي الأم تيريزا قائلًا إن حملات الاستشفاء الدورية كان يقوم بها أفراد من الطاقم الطبي عكس مشيئتها، واعترض على الادعاء القائل بأنها قامت بتعميد البعض سرًا. «أولئك الذين يسارعون إلى انتقاد الأم تيريزا ومهمتها، غير قادرين أو غير مستعدين لفعل أي شيء للمساعدة بأيديهم».